# Camboulazet
 Camboulazet  (en occitano Cambolaset) es una población y comuna francesa, situada en la región de Mediodía-Pirineos, departamento de Aveyron, en el distrito de Rodez y cantón de Baraqueville-Sauveterre.

## Demografía
| 426 | 397 | 344 | 329 | 295 | 314 | 346 |
| Para los censos de 1962 a 1999 la población legal corresponde a la población sin duplicidades (Fuente: INSEE [Consultar]) |     |     |     |     |     |     |